# Palura atrimargo
Palura atrimargo är en fjärilsart som beskrevs av George Francis Hampson 1910. Palura atrimargo ingår i släktet Palura och familjen nattflyn. Inga underarter finns listade i Catalogue of Life.